# Municipio de Van Buren (condado de Newton, Arkansas)
El municipio de Van Buren (en inglés: Van Buren Township) es un municipio ubicado en el condado de Newton en el estado estadounidense de Arkansas. En el año 2010 tenía una población de 185 habitantes y una densidad poblacional de 2,05 personas por km².

## Geografía
El municipio de Van Buren se encuentra ubicado en las coordenadas 35°57′7″N 93°25′21″O / 35.95194, -93.42250. Según la Oficina del Censo de los Estados Unidos, el municipio tiene una superficie total de 90.35 km², de la cual 90,04 km² corresponden a tierra firme y (0,35 %) 0,31 km² es agua.

## Demografía
Según el censo de 2010, había 185 personas residiendo en el municipio de Van Buren. La densidad de población era de 2,05 hab./km². De los 185 habitantes, el municipio de Van Buren estaba compuesto por el 97,3 % blancos, el 0,54 % eran asiáticos y el 2,16 % eran de una mezcla de razas. Del total de la población el 0 % eran hispanos o latinos de cualquier raza.